# 素氏藍吻犁頭鰩
素氏藍吻犁頭鰩（學名：Glaucostegus thouin），又稱素氏藍吻犁頭鰩，為軟骨魚綱犁頭鰩目藍吻犁頭鰩科藍吻犁頭鰩屬的其中一種，被IUCN列為極危保育類動物，分布於印度西太平洋，從紅海至印尼，北至日本海域，深度可達60公尺，本魚體延長而平扁，吻寬短而呈三角形，吻部尖端呈棍棒狀，體長可達300公分，棲息於沿海沙泥底質海域，為底棲性魚類，肉食性，卵胎生，生活習性不明，可做為食用魚。